# Heiderfeld
Heiderfeld ist ein Ortsteil der Gemeinde Leezen im Kreis Segeberg in Schleswig-Holstein, in dem rund 150 Einwohner leben. Der Ort liegt anderthalb Kilometer westlich von Leezen an der Landesstraße 167 Richtung Todesfelde. Von der durch den Ort führenden Dorfstraße zweigen die Straßen Am Moor, Heischredder, Niendorfer Weg und Ziegelhof ab.
Die Freiwillige Feuerwehr Heiderfeld sorgt für den Brandschutz und die allgemeine Hilfe.
Über den Regionalbusverkehr ist Heiderfeld an das Netz des Hamburger Verkehrsverbundes angeschlossen. Die Bushaltestelle Heiderfeld wird von den Linien 7530 (Leezen, Marktplatz – Bahnhof Bad Segeberg (ZOB)) und 7570 (Leezen, Schule – Groß Niendorf, B 432, Todesfelde, Am Sportplatz, Bockhorn (West)) angefahren.